# Józef Budziak
Józef Budziak (ur. 30 lipca 1935 w Łazach Dębowieckich, zm. 30 marca 1989 w Lesku) – polski nauczyciel historyk, regionalista.

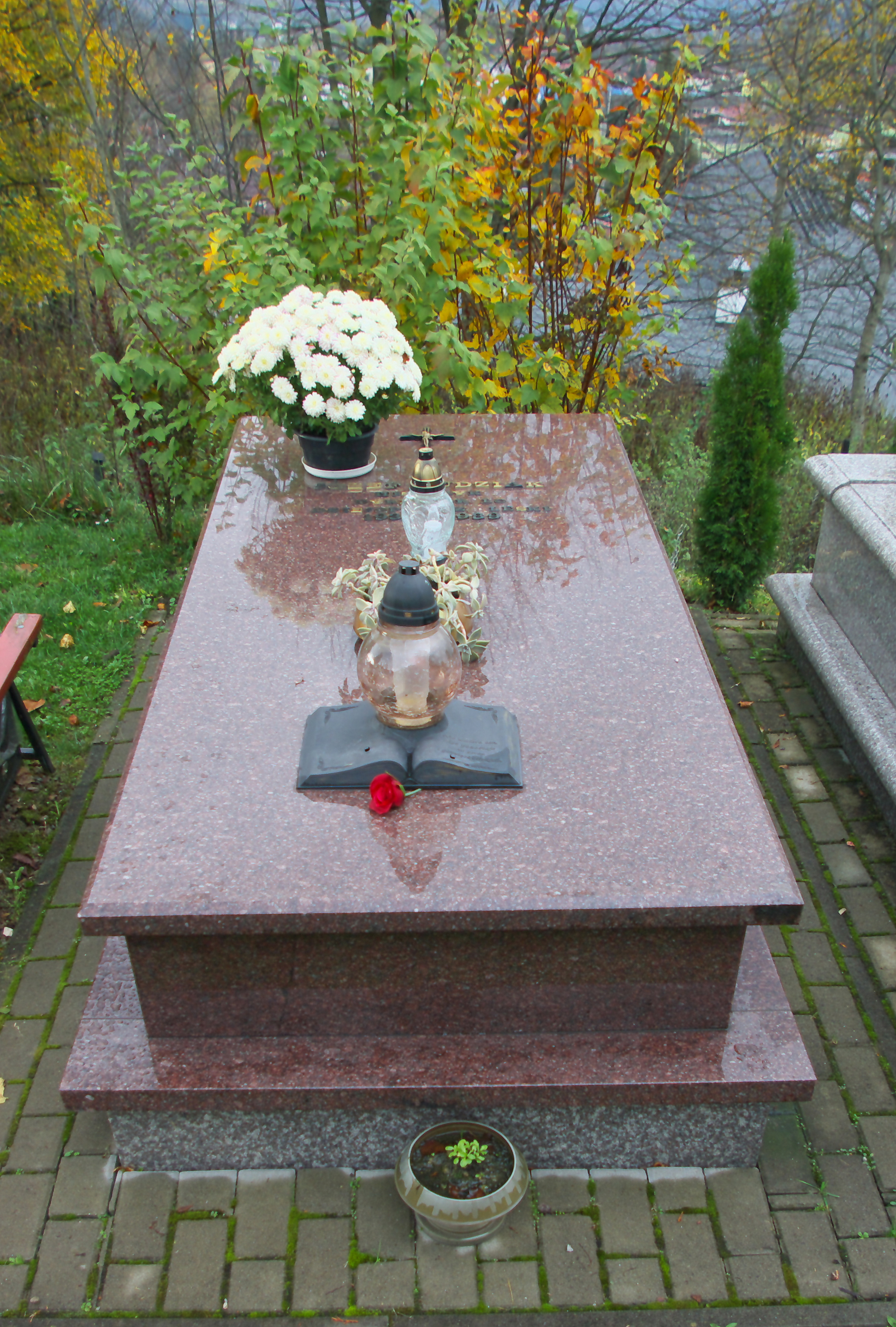
Nagrobek Józefa Budziaka

## Życiorys
Urodził się 30 lipca 1935 w Łazach Dębowieckich jako syn kowala, żołnierza Legionów Polskich. Kształcił się w szkole podstawowej w Dębowcu, w Liceum Pedagogicznym w Gorlicach, a następnie studiował na Wydziale Filologiczno-Historycznym Wyższej Szkoły Pedagogicznej im. Komisji Edukacji Narodowej w Krakowie, gdzie uzyskał tytuł magistra. Tuż po studiach osiadł w Lesku i od 1 września 1959 do 31 lipca 1984 pracował jako nauczyciel historii w tamtejszym Liceum Ogólnokształcącym w Lesku. Od 1969 do 1983 był dyrektorem tej szkoły. W 1973 był jednym z czterech reprezentantów województwa rzeszowskiego na krajowej konferencji dyrektorów liceów. Był członkiem prezydium oddziału Związku Nauczycielstwa Polskiego, został delegatem na XI Okręgowy i X Krajowy Zjazd Delegatów ZNP. Był także wiceprezesem zarządu powiatowego Towarzystwa Wiedzy Powszechnej.
Równolegle z pracą pedagogiczną zajął się badaniem historii Leska i okolic oraz gromadzeniem i kolekcjonowaniem pamiątek z przeszłości. W 1967 w drodze przypadku odkrył śladowe pozostałości kultury prowincjonalno-rzymskiej na stadionie piłkarskim Sanovii Lesko, gdzie następnie podjęto prace archeologiczne. Na początku lat 70. w budynku przy Rynku w Lesku odnalazł archiwum urzędu starostwa powiatu liskiego z lat 1855-1914. Działał także na rzecz ochrony zabytków. Napisał dziesiątki artykułów na temat Leska i okolic które ukazały się w czasopismach „Nowiny”, „Podkarpacie”, „Gromada – Rolnik Polski” „Odrodzenie”, „Fołks Sztyme”. Był radnym Miejskiej Rady Narodowej w Lesku przez okres dwóch kadencji, pełniąc funkcję przewodniczącego Komisji Oświaty i Kultury oraz zasiadając w Prezydium MRN.
Zmarł nagle 30 marca 1989. Został pochowany na cmentarzu komunalnym w Lesku. Był żonaty z Romaną z domu Bromowicz, (zm. 2025, nauczycielka, działaczka Stowarzyszenia Opieki nad Starym Cmentarzem w Lesku).
W 2011 Leskiej Akademii Seniora nadano imię Józefa Budziaka.

## Publikacje
- 100 lat Ochotniczej Straży Pożarnej w Lesku 1878–1978
- Zarys dziejów straży pożarnych w Zagórzu 1886–1986
- Zabytki sakralne Leska. Zarys dziejów obiektów sakralnych na terenie miasta Leska (1991)
- Dzieje Leska 1772–1918 (1995)
- Dzieje Leska 1918–1939 (2001, Wydawnictwo BoSz)

Ponadto był autorem przygotowanych maszynopisów i szkiców dotyczących historii Leska, których nie ukończył przed niespodziewaną śmiercią.

## Odznaczenia i nagrody
- Krzyż Kawalerski Orderu Odrodzenia Polski[3][2]
- Złoty Krzyż Zasługi[2]
- Odznaka 1000-lecia Państwa Polskiego[2]
- Medal Komisji Edukacji Narodowej[3][2]
- Złota Odznaka ZNP[2]
- Odznaka „Zasłużony dla województwa rzeszowskiego”[2]
- Honorowa Odznaka „Za zasługi dla województwa krośnieńskiego”[2]
- Odznaka „Zasłużony Bieszczadom”[3][2]
- Nagroda ministra II stopnia (czterokrotnie)[2]
- Jedna z dwóch głównych nagród w konkursie pt. „Gdy wybuchła Polska” (za unikalny opis wydarzeń w latach 1914–1918 na obszarze Bieszczadów)[1]
- laureat konkursów historycznych[2]